# 倉地克直
倉地 克直（くらち かつなお、1949年 - ）は、日本の歴史学者。岡山大学名誉教授。専攻は日本近世史・民衆史。

## 概略
愛知県生まれ。1972年京都大学文学部国史学科を卒業。1977年同大学院文学研究科国史学専攻博士課程単位取得退学。1980年岡山大学文学部講師に着任。1984年より同助教授、1997年より同教授、2007年社会文化科学研究科教授。2015年定年退任、名誉教授。
2013年度岡山県文化賞受賞。
日本近世の文化史を専攻し、なかでも近世の民衆文化を研究している。岡山大学着任後は、岡山大学附属図書館が所蔵する池田家文庫の史料を活用し、江戸時代の岡山藩政史の研究にも取り組んでいる。

## 主な著作

### 単著
- 『近世の民衆と支配思想』（柏書房、1996年）
- 『性と身体の近世史』（東京大学出版会、1998年）
- 『近世日本人は朝鮮をどうみていたか：鎖国」のなかの「異人」たち』（角川書店、2001年）
- 『漂流記録と漂流体験』（思文閣出版、2005年）
- 『江戸文化をよむ』 吉川弘文館、2006年 ISBN　9784642079587
- 『全集日本の歴史 第11巻 徳川社会のゆらぎ 江戸時代／十八世紀』（小学館、2008年）
- 『池田光政：学問者として仁政行もなく候へば』（ミネルヴァ書房、2012年）
- 『「生きること」の歴史学 徳川日本のくらしとこころ』敬文舎 日本歴史私の最新講義 2015
- 『江戸の災害史 徳川日本の経験に学ぶ』中公新書 2016
- 『絵図と徳川社会 岡山藩池田家文庫絵図をよむ』吉川弘文館 2018 ISBN　9784642034876
- 『池田綱政 元禄時代を生きた岡山藩主』吉川弘文館 2019 ISBN　9784642083591
- 『江戸時代の瀬戸内海交通』歴史文化ライブラリー吉川弘文館、2021 ISBN　9784642059169

### 共編著
- 『自分史の作り方：「対談」歴史学と自分史』（福山琢磨、ひろたまさきと共著、西日本法規出版、1986年）
- 『岡山県の教育史』（ひろたまさきと共編著、思文閣出版、1988年）
- 『牛窓と朝鮮通信使』（牛窓町教育委員会編、1993年）
- 『岡山藩家中諸士家譜五音寄』1-3（岡山大学文学部、1993年）
- 『性を考える：わたしたちの講義』（上野輝将、西山良平、沢山美果子、田中貴子、妻鹿淳子と共著、1997年）
- 『岡山県の歴史』（藤井学ほかと共著、山川出版社、2000年）
- 『男と女の過去と未来』（沢山美果子と共編、世界思想社、2000年）
- 『働くこととジェンダー』（沢山美果子と共編、世界思想社、2008年）
- 『絵図で歩く倉敷のまち』（監修、山本太郎、吉原睦共著、吉備人出版、2011年）
- 『［第2版］岡山県の歴史』（藤井学ほかと共著、山川出版社、2012年）